# Rafelguaraf
Rafelguaraf é um município da Espanha, na província de Valência, Comunidade Valenciana. Tem 16,3 km² de área e em 2021 tinha 2 358 habitantes (densidade: 144,7 hab./km²). Pertence à comarca da Ribera Alta e limita com os municípios de Barxeta, Carcaixent, l'Ènova, Xàtiva, la Pobla Llarga e Simat de la Valldigna.